# 格洛克45手槍
格洛克45是由奧地利格洛克公司設計及生產的半自動手槍，是格洛克17手槍和格洛克19手槍的混合型，發射9×19公釐帕拉貝倫彈，標準彈匣為17發。

## 歷史
格洛克應執法機關要求，以格洛克19X修改成格洛克45，於2018年9月發售。

## 設計
格洛克45跟格洛克19X一樣，不屬於以往任何一類的格洛克手槍。它們同屬混合型手槍，擁有標準型的底把和緊湊型的滑套和槍管長度。
格洛克45回復黑色外觀，在推出時零件已為第五代水準，因此滑套上沒有特別標明為「Gen5」。
跟格洛克19X不同，格洛克45的底把設計跟其他第五代格洛克手槍一模一樣，沒有底把前端的凸起，因此能使用所有為格洛克標準型手槍設計的彈匣。由於用戶表示，第五代格洛克手槍底把前方的半月型開口，導致他們的手指會在更換彈匣時會被彈匣底板夾到，因此格洛克自格洛克45起，再次移除底把的半月型開口。
格洛克45為首款設計時而非衍生型，便在滑套前部加上鋸齒紋的格洛克手槍，讓使用者在檢查鏜室或清除故障，尤其在手掌因流汗等原因而變得濕滑時，能更容易地握著滑套前部拉開滑套，並成為往後新推出手槍的標準設計。

## 衍生型

### 格洛克45 MOS
格洛克45 MOS（GLOCK 45 MOS）為設有模組化光學瞄準鏡系統（英語：Modular Optic System）的改進型，於2019年4月發售，並在2019年美國全國步槍協會年會（NRA Annual Meeting）首次展出。
在滑套後方頂部加工出一個平面，並於其上增加了紅點鏡安裝接口，用於安裝體積較小的小型紅點鏡（例如RMR、DeltaPoint），方便快速瞄準目標。

### 格洛克45P
格洛克45P（GLOCK 45P）為格洛克45的訓練型。
外觀為全紅色，擁有一根惰性槍管，用作握持、上退彈、扣壓扳機、拆解等訓練。
於2019年在歐洲市場推出，及後亦於美國推出。

### 格洛克47
格洛克47（GLOCK 47）應國土安全部要求生產，為使用格洛克45的底把和格洛克17的槍管和滑套長度的手槍。
設有模組化光學瞄準鏡系統，並配有AmeriGlo夜間用照門及準星。

## 採用
- 加拿大
  - 加拿大特種作戰部隊司令部[6]
- 日本
  - 大阪府警察
- 瑞典
  - 瑞典警察[7][8]
- 美国
  - 格拉夫頓治安官[9]
  - 漢考克郡治安官[10]
  - 弗雷斯諾警察[11]

## 資料來源
1. ↑  . sigforum.com.   [2019-07-19]. （原始内容存档于2020-01-28）.
2. ↑  . eu.glock.com.   [2019-07-25]. （原始内容存档于2021-03-03）.
3. ↑  . us.glock.com.   [2019-06-08]. （原始内容存档于2020-12-21）.
4. ↑  . us.glock.com.   [2019-06-08]. （原始内容存档于2021-03-14）.
5. ↑  . eu.glock.com.   [2019-09-25]. （原始内容存档于2021-01-21）.
6. ↑  Soldier Systems - CANSOFCOM Adopts Glock 45

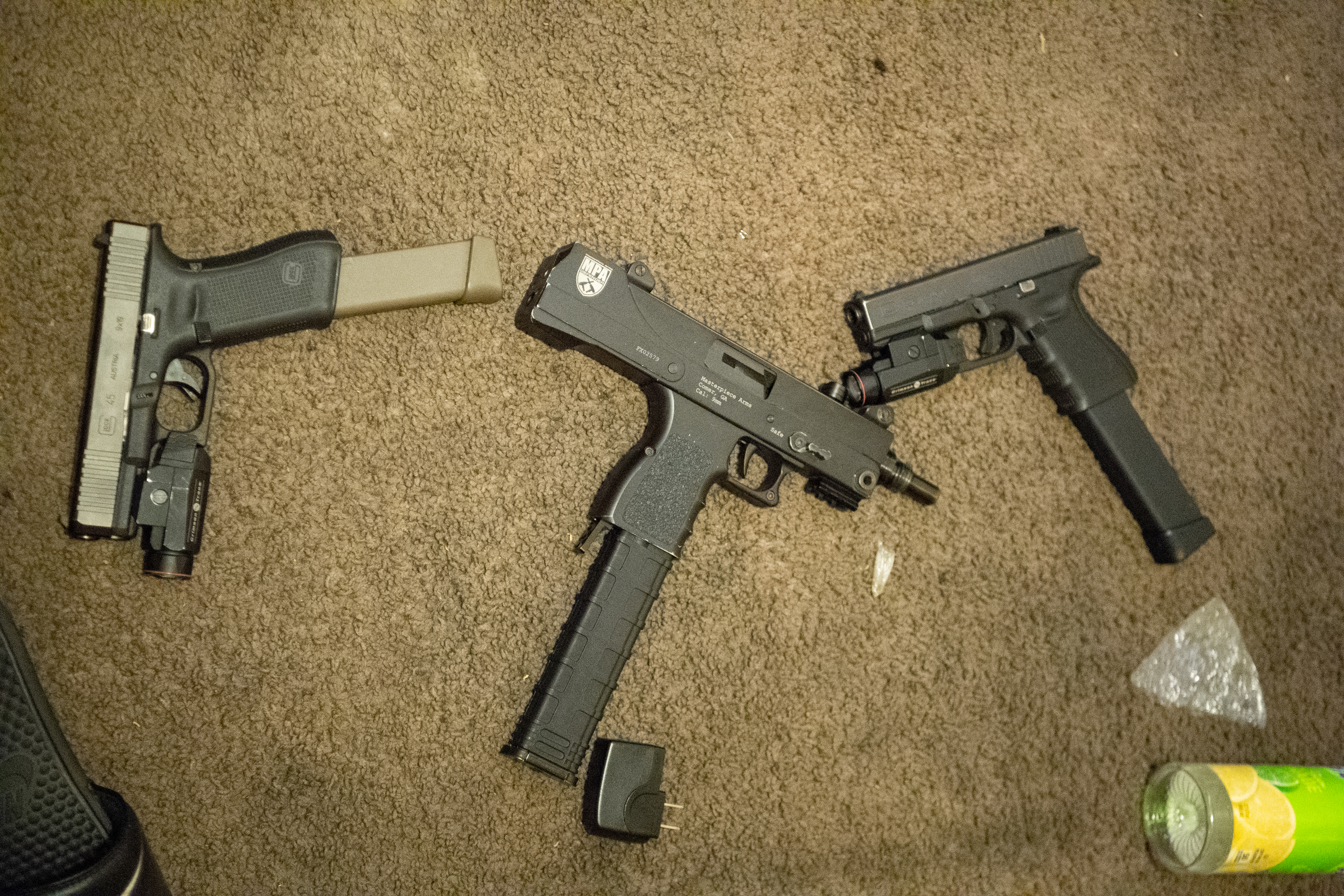
聖路易斯OTB逮捕幫派成員並繳獲了大量槍支，其中包括裝上延長彈匣與戰術燈的格洛克45。

7. ↑  Polistidningen 2022.
8. ↑  Hagström, Per. . Polistidningen. 2022-04-27  [2025-02-17] （sv-SE）.
9. ↑  AmmoLand Editor Duncan Johnson. . AmmoLand.com. 2019-03-20  [2020-02-23]. （原始内容存档于2020-09-22） （美国英语）.
10. ↑  . The Firearm Blog. 2019-04-02  [2020-02-23]. （原始内容存档于2020-09-25） （美国英语）.
11. ↑  C, Luke. . The Firearm Blog. 2020-04-10  [2020-11-27]. （原始内容存档于2020-04-26） （美国英语）.

## 外部連結
- （简体中文）—D Boy Gun World（GLOCK 45 / 45 MOS） （页面存档备份，存于）